# Alexandre Calame

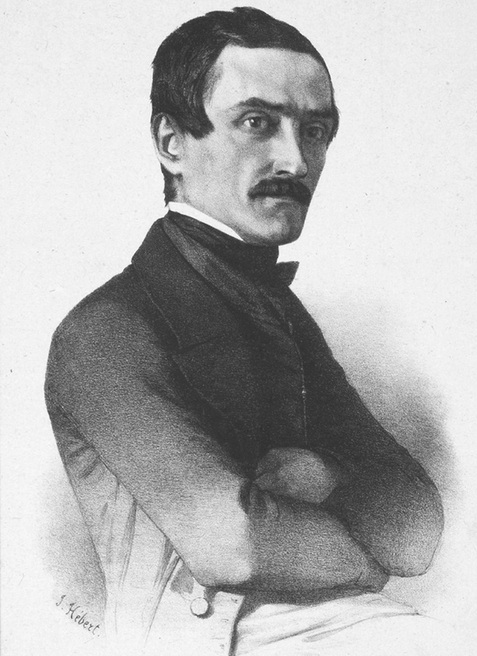
Alexandre Calame.

Alexandre Calame, född 28 maj 1810 och död 19 mars 1864, var en schweizisk målare.

Schweiziskt landskap av Alexandre Calame.

Calame reste i Tyskland, Nederländerna och Italien samt tog intryck av de gamla landskapsmästarnas teknik. Calame blev en specialist i återgivandet av det schweiziska landskapet. Förutom oljemålningar efterlämnade Calame en rad raderingar.